# 小行星8935
小行星8935（8935 Beccaria）是一颗绕太阳运转的小行星，为主小行星带小行星。该小行星于1997年1月11日发现。

## 轨道参数
小行星8935的轨道半长轴为2.2295735 UA，离心率为0.151。